# Burlesque (film)
Burlesque is een Amerikaanse dans- en zangfilm uit 2010. De hoofdrollen worden vertolkt door Christina Aguilera en Cher. De film is geregisseerd en geschreven door Steven Antin. De film ging in de Verenigde Staten in première op 24 november 2010.

## Rolverdeling
| Acteur             | Personage                |
| ------------------ | ------------------------ |
| Christina Aguilera | Alice Marilyn "Ali" Rose |
| Cher               | Tess                     |
| Eric Dane          | Marcus Gerber            |
| Cam Gigandet       | Jack Miller              |
| Julianne Hough     | Georgia                  |
| Alan Cumming       | Alexis                   |
| Peter Gallagher    | Vince Scali              |
| Kristen Bell       | Nikki                    |
| Stanley Tucci      | stage manager Sean       |
| Dianna Agron       | Natalie                  |
| Glynn Turman       | Harold Saint             |
| David Walton       | Mark de DJ               |
| Terrence J         | Dave                     |
| Chelsea Traille    | Coco                     |
| Tyne Stecklein     | Jessie                   |
| Tanee McCall       | Scarlett                 |
| Blair Redford      | James                    |
| James Brolin       | Mr. Anderson             |

## Prijzen en nominaties
Prijzen (2010)
- De PFCS Award voor Beste Originele nummer ("You Haven't Seen The Last of Me")
- De Satellite Award voor Beste Originele nummer ("You Haven't Seen The Last of Me")

Prijzen (2011)
- De Golden Globe voor Beste Originele nummer ("You Haven't Seen The Last of Me")

Nominaties (2011)
- De Critics Choice Award voor Beste Originele nummer ("You Haven't Seen The Last of Me")
- De Razzie Award voor Slechtste vrouwelijke bijrol (Cher)
- 2 Golden Globes
  - Beste Musical of Comedy
  - Beste Originele nummer ("Bound to You")

## Soundtrack
Van de film kwam op 19 november 2010 de Soundtrack cd uit. Het album bevat tien nummers, acht nummers worden door Christina Aguilera gezongen en twee nummers door Cher. Op 8 januari 2011 kwam het album binnen in de Nederlandse Album Top 100 en in de Vlaamse Ultratop 100 Albums lijst.

### Hitnoteringen

#### NederlandseAlbum Top 100
| Hitnotering: 08-01-2011 t/m 15-01-2011 | Hitnotering: 08-01-2011 t/m 15-01-2011 | Hitnotering: 08-01-2011 t/m 15-01-2011 | Hitnotering: 08-01-2011 t/m 15-01-2011 |
| Week:                                  | 1                                      | 2                                      |                                        |
| -------------------------------------- | -------------------------------------- | -------------------------------------- | -------------------------------------- |
| Positie:                               | 78                                     | 94                                     | uit                                    |

#### VlaamseUltratop 100Albums
| Hitnotering: 08-01-2011 t/m | Hitnotering: 08-01-2011 t/m | Hitnotering: 08-01-2011 t/m | Hitnotering: 08-01-2011 t/m | Hitnotering: 08-01-2011 t/m | Hitnotering: 08-01-2011 t/m | Hitnotering: 08-01-2011 t/m | Hitnotering: 08-01-2011 t/m | Hitnotering: 08-01-2011 t/m | Hitnotering: 08-01-2011 t/m | Hitnotering: 08-01-2011 t/m | Hitnotering: 08-01-2011 t/m | Hitnotering: 08-01-2011 t/m | Hitnotering: 08-01-2011 t/m | Hitnotering: 08-01-2011 t/m | Hitnotering: 08-01-2011 t/m | Hitnotering: 08-01-2011 t/m | Hitnotering: 08-01-2011 t/m | Hitnotering: 08-01-2011 t/m | Hitnotering: 08-01-2011 t/m | Hitnotering: 08-01-2011 t/m |
| Week:                       | 1                           | 2                           | 3                           | 4                           | 5                           | 6                           | 7                           | 8                           | 9                           | 10                          | 11                          | 12                          | 13                          | 14                          | 15                          | 16                          | 17                          | 18                          | 19                          | 20                          |
| --------------------------- | --------------------------- | --------------------------- | --------------------------- | --------------------------- | --------------------------- | --------------------------- | --------------------------- | --------------------------- | --------------------------- | --------------------------- | --------------------------- | --------------------------- | --------------------------- | --------------------------- | --------------------------- | --------------------------- | --------------------------- | --------------------------- | --------------------------- | --------------------------- |
| Positie:                    | 95                          | 86                          | 88                          |                             |                             |                             |                             |                             |                             |                             |                             |                             |                             |                             |                             |                             |                             |                             |                             |                             |